# Козминек (гмина)
Козминек (пол. Koźminek) — городско-сельская гмина (волость) в Польше, входит как административная единица в Калишский повет, Великопольское воеводство. Население — 7478 человек (на 2004 год). Административный центр — город Козминек.

## Сельские округа
1. Богданув
2. Ходыбки
3. Домброва
4. Дембско
5. Эмилианув
6. Гад-Калиска
7. Юзефина
8. Кшижувки
9. Ксаверув
10. Марянув
11. Млыниско
12. Москурня
13. Новы-Каролев
14. Новы-Наквасин
15. Осухув
16. Ощеклин
17. Петшикув
18. Рогаль
19. Смулки
20. Стары-Каролев
21. Стары-Наквасин
22. Тымянек
23. Злотники

## Прочие поселения
1. Агнешкув
2. Дембско-Досинек
3. Дембско-Остоя
4. Дембско-Осьродек
5. Эмилианув-Посьредник
6. Эмилианув-Зосина
7. Гад-Павензова
8. Мурованец
9. Осухув-Парцеля
10. Пшидзялки
11. Рашавы
12. Словики
13. Соколувка

## Соседние гмины
1. Гмина Цекув-Колёня
2. Гмина Гощанув
3. Гмина Лискув
4. Гмина Опатувек
5. Гмина Щитники